# Jmelí bílé
Jmelí bílé (Viscum album) je vidličnatě rozvětvený, stálezelený poloparazitický keřík z čeledi santálovitých (Santalaceae) (podle APG III); v některých starších taxonomických systémech bylo řazeno do čeledi ochmetovité (Loranthaceae) nebo jmelovité (Viscaceae). V rozsochách a na vrcholech větví vykvétají vidlany dvoudomých květů, z nichž se po oplodnění vyvinou nepravé bobule, které mají v Evropě bílou až nažloutlou barvu. V korunách jehličnatých i listnatých stromů rostoucích od nížin do hor rostlina vytváří kulovité trsy, jejichž stáří může být až několik desítek let. Na českém území je jmelí bílé (v širším pojetí) jediným zástupcem rodu jmelí (Viscum).
Přestože je jmelí bílé nejrozšířenější poloparazitickou rostlinou českých dřevin, jsou všechny jeho poddruhy zapsány na Červeném seznamu cévnatých rostlin ČR (Viscum album subsp. abietis skupina C3, ostatní C4). Díky způsobu růstu a přetrvávající zelené barvě je opředeno mnoha pověrami a mýty a jako bylina má široké uplatnění v léčitelství. Původ jeho odborného jména Viscum album se odvozuje od slov viscōsus (lepkavý, ve smyslu přilnavý), podle vlastnosti plodu, a albus (bílý), podle barvy bobulí.

## Popis

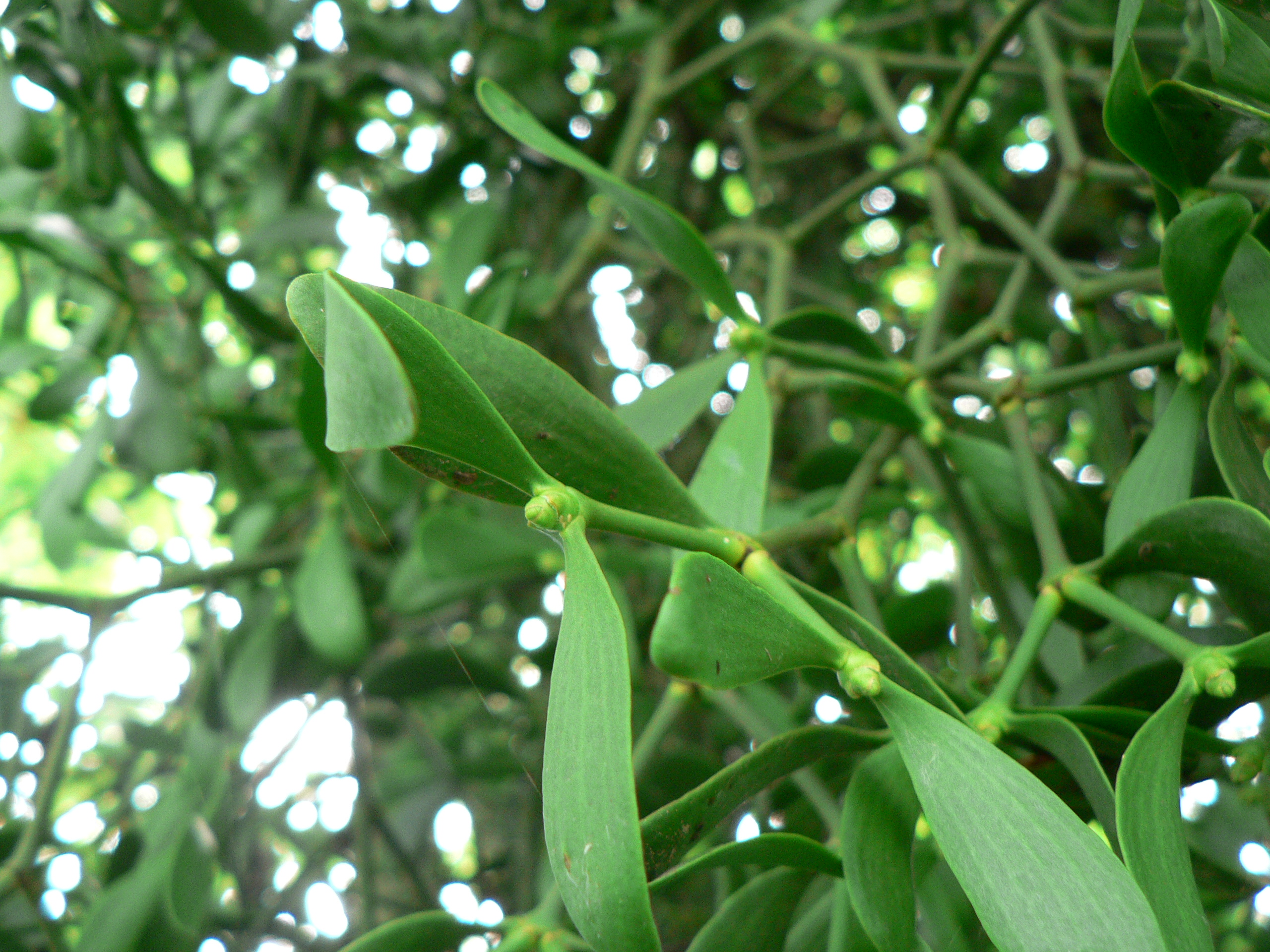
Detail listů jmelí bílého

Větévky jmelí bílého tvoří husté polokulovité trsy dorůstající průměru až 100 cm. Z krátkého kmínku vyrůstají většinou pravidelně vidličnaté článkovité větve, které jsou v uzlinách rozšířené a snadno lámavé. První dvojice vstřícných listů vyroste ve druhém roce, posléze se rostlina každým rokem rozrůstá o jeden článek, podle čehož lze určit její stáří. Její biologický cyklus lze rozdělit na dvě fáze: stádium samostatné, kdy semeno klíčí a rostlinka žije ze svých zásob, a stadium cizopasné, trvající do konce jejího vegetativního života. Ten může dosáhnout 30–40 let. Lysé listy, vyrůstající v párech na koncích větévek, jsou přisedlé, podlouhle obvejčité až kopinaté, kožovité a celokrajné. Mohou být dlouhé až 5 cm, široké pak do 2 cm. Jejich barva je obvykle žlutozelená, avšak forma rostoucí na jedlích bývá sytě zelená. Drobné jednopohlavné květy vykvétají v březnu a dubnu, přisedlé po třech ve vidlanech v rozsochách a na vrcholech větví. Mají žlutavé zbarvení, u samičích květů jsou usazené v mističkovité češuli s okvětím ze 4 nebo 6 lístků (tyčinky bývají v témže počtu). Spodní semeník je jednopouzdrý, bez rozlišení semenic a vajíček, s jedním až třemi zárodečnými vaky. Češule se po oplodnění hmyzem změní v lepkavý obal z viscinu a podílí se na vývoji nepravé, zpočátku zelené, jednosemenné bobule. Barevnost a velikost tohoto plodu se v dalším vývoji liší od taxonu. Poddruhy na evropském území mají bílou až nažloutlou barvu, v Asii jsou známy žluté, načervenalé, oranžové nebo červené varianty.

### Možnost záměny
Ochmet evropský (Loranthus europaeus).

## Rozšíření
Jmelí bílé všech tří poddruhů v přírodě rozšiřují především drozd brávník a brkoslav severní trusem. Bobule jmelí polykají celé, nikdy se jim nelepí semena na zobák ani na peří. Po průchodu trávicím traktem se semena v trusu lepí na větve, většina semen však mine větve a dopadne na zem. Na jaře množí jmelí bílé pravé pěnice černohlavá, která záměrně vylupuje z bobulí semena, lepí je na větve a polyká jen slupku s trochou dužiny, protože semena nejsou stravitelná. Pěnice tímto způsobem velmi hustě vysévá jmelí na větve většinou poblíž matečné rostliny i na samotnou matečnou rostlinu a tím působí značné napadení stromů jmelím.[zdroj?]
Rostlina je jako původní druh rozšířena po celé Evropě (mimo severní skandinávská teritoria), na Kavkaze, v Himálaji a v malé i jihovýchodní Asii a lze ji nalézt v nadmořských výškách od nížin až do hor. Z jehličnanů většinou parazituje na borovicích a jedlích, z listnáčů zejména na lípách, topolech, akátech, javorech, jabloních a hlohu. Kolem roku 1900 bylo jmelí bílé kvůli dekorativním účelům člověkem zavlečeno i do Severní Ameriky. K tomuto rozšíření došlo v kalifornském okrese Sonoma County, kde parazituje na druzích javoru, olše, jabloně, topolu, švestky, akátu, vrby, břízy, hlohu a jilmu. Prozatím se nezdá, že infikuje dub a eukalypt nebo kalifornské druhy jehličnanů. Ačkoli se kvůli nedostatku vhodných hostitelských stromů nepředpokládalo, že by se jmelí bílé rozšířilo mimo oblast původního zavlečení, byl jeho výskyt v druhé polovině 20. století zaznamenán až v kanadské Britské Kolumbii u města Victoria (přibližně 1300 km severně od Sonoma County).
Pozorování některých botaniků dokazují, že jmelí většinou roste na solitérních dřevinách mimo les (v parcích, sadech, alejích, břehových porostech atd.). Většinou se vyskytuje na místech orientovaných k východu, často vyvýšených, na okrajích porostů a v prostorech na půdách nižší bonity.

## Parazitace

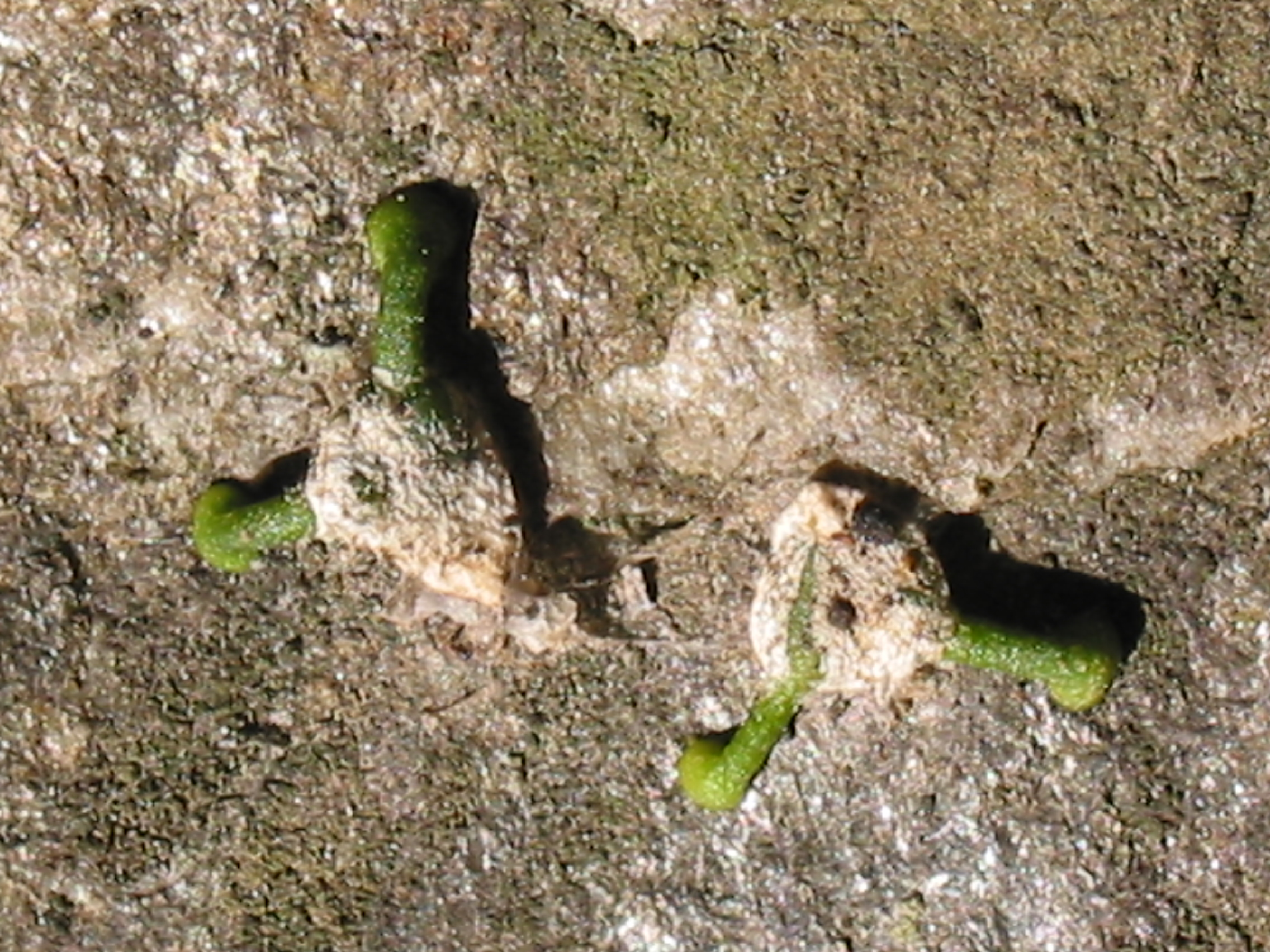
Mladá rostlinka jmelí v prvním roce růstu

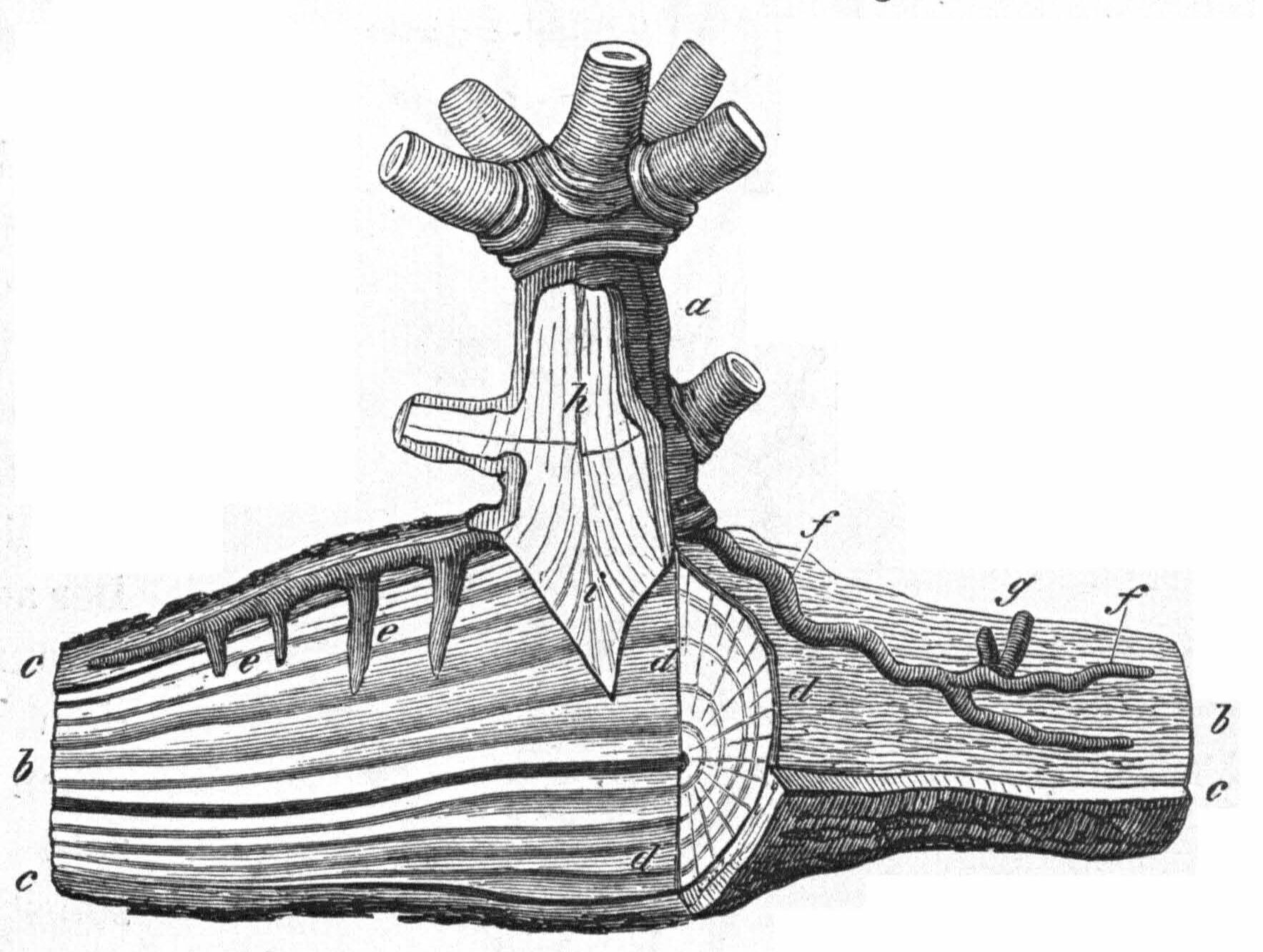
Primární pohružovák a haustoria prorůstající do dřevní hmoty

Přilnutí semene ke kůře stromu, které je základním předpokladem k jeho úspěšnému vyklíčení, umožňuje lepkavé oplodí s vicsinovou vrstvou. Semeno samotné obsahuje živné pletivo s nejčastěji dvěma zárodky se zelení listovou. Pletivo je bohaté na škrob, který klíčící rostlince usnadňuje přežít do chvíle, než zakotví v hostiteli. Zárodky mají dvě dělohy, mezi nimi pak vzrostlý vrchol stonku a proti němu stonkový článek podděložní (hypokotyl). Klíčení začíná v březnu nebo dubnu při teplotě 8-10 °C, vzdušné vlhkosti 50-60 % a plném osvětlení (důležitá je především modrá složka záření). Po celý první rok je rostlina bez kořenů, proto je toto období nejchoulostivější a dochází k odumírání velkého počtu semenáčků. V této fázi je nejpravděpodobnější příjem vody přes kůru hostitelské dřeviny za pomocí papil na spodní straně hypokotylního terčíku. Na jaře příštího roku na spodní straně přichycovacího terčíku vyroste kuželovitá přísavka (primární pohružovák), jež vrůstá radiálně do větve hostitele a proniká buněčnými vrstvami druhotné kůry tvořené korkem, dokud nenarazí na dělivé pletivo (felogen), které svou dělivou činností korek produkuje. Horní strana hypokotylního článku se osvobodí ze semene, hypokotyl se napřímí a mezi děložními lístky vyrůstá výhonek s prvním párem listů. Mezitím buňky felogenu a další buňky hostitele syntetizují polyfenoly, které se v bohatém množství nahromadí kolem primárního pohružováku. Pokud se v této fázi vývoje rostlince podaří odolat obranným mechanismům hostitele, primární pohružovák rychle nabere maximum objemu a ve třetím roce začnou do kůry napadeného stromu podélně vrůstat korové provazce. Z nich posléze radiálně vyrážejí modifikované kořínky druhotných pohružováků (haustoria), které pronikají lýkem až k dělivému pletivu (kambium). Zde se cévy pohružováků připojí k cévním svazkům nejmladšího letokruhu na povrchu dřeva, odkud posléze odebírají vodu s nerostnými látkami. Jako poloparazit je jmelí schopno další organické látky asimilovat fotosyntézou. Zajímavostí je, že pokusy pěstovat jmelí v umělé kultuře (in vitro) jsou prozatím neúspěšné.

### Obrana a ochrana hostitele
Hlavním obranným mechanismem napadené rostliny je velmi intenzivní syntéza polyfenolů v okamžiku, kdy primární pohružovák narazí na felogen. V perihaustoriální zóně se kolem přísavky nahromadí vyprodukované sloučeniny a vytvoří dutý kužel, jenž ji zcela obklopí a zablokuje semenáčku jmelí možnost dalšího růstu a vývoje. Mladé jmelí, izolované od živných pletiv hostitele, vyčerpá vlastní zásoby a uschne. Kromě tohoto způsobu obrany také záleží na tloušťce korku borky, množství pevných (sklerenchymatických) vláken v lýku a zejména na kultivaru rostliny. Ochrana hostitele spočívá v odstranění jmelí. V případě, že je přikročeno k manuálnímu odstranění parazitující rostliny, je důležitý včasný zákrok až do zdravého dřeva, kde již jmelí netvoří sací kořeny. Následuje překrytí napadených částí plastovou fólií.

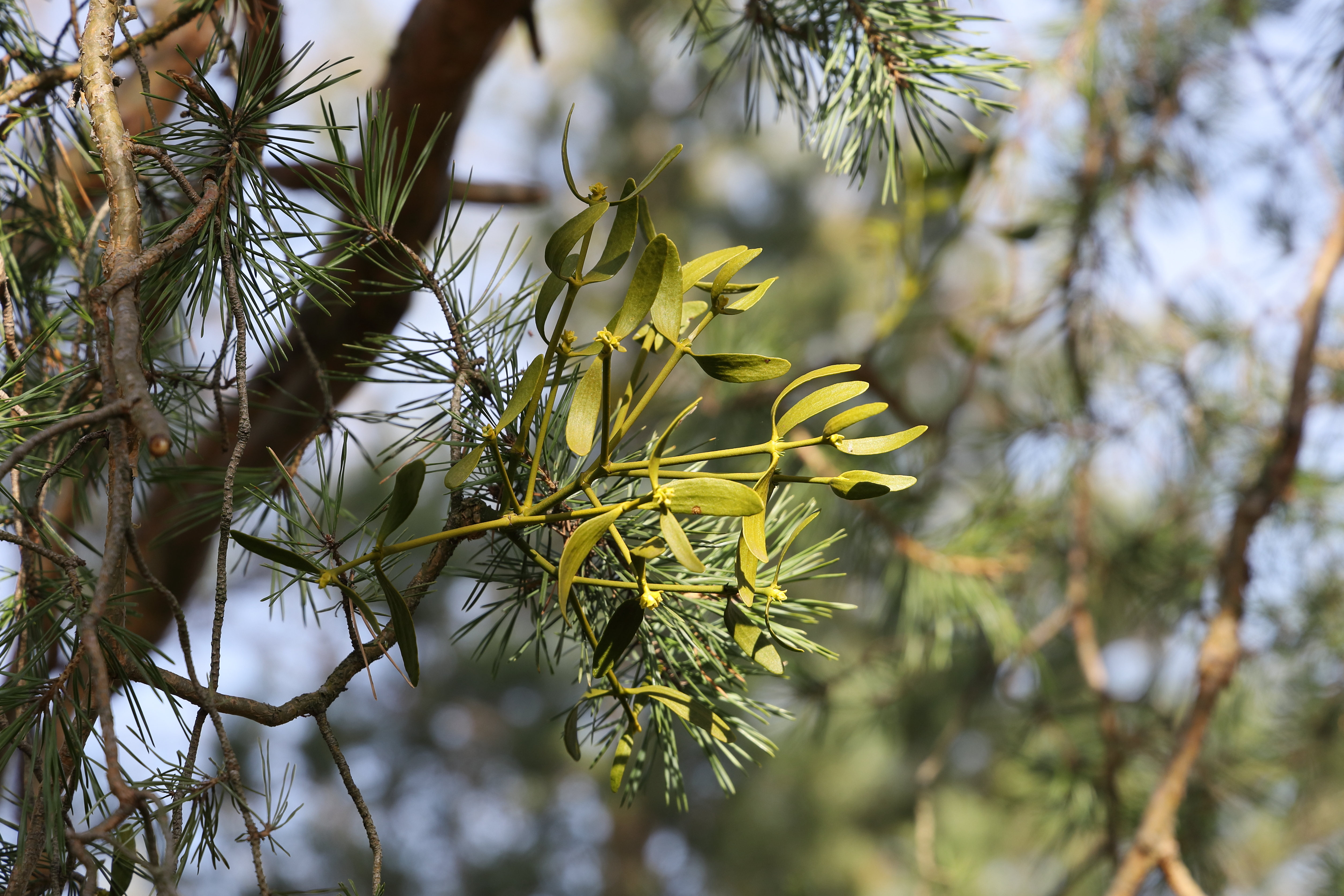
Jmelí bílé borovicové (Viscum album subsp. austriacum) na borovici lesní, střední Čechy.

## Taxonomie
V Evropě a Asii je rozlišováno několik poddruhů, v pojetí některých botaniků samostatných druhů:
- Viscum album subsp. album (jmelí bílé pravé) – vyskytuje se na dvouděložných dřevinách. Semeno po vymáčknutí ze zralého plodu zůstává spojeno s exokarpem lepkavým mezokarpem, který se nitkovitě vytahuje. Semeno je bílé, srdcovité, o málo delší než široké.[2]
- Viscum album subsp. austriacum (jmelí bílé borovicové) – vyskytuje se na borovicích a ojediněle zřejmě i na smrku. Nazelenalé, elipsoidní, znatelně delší než širší semeno lze za zralosti snadlno vymáčknout a oddělit od exokarpu. Na borovici a na smrku listy úzce kopinaté, na čerstvých semenech je zřetelná bílá síťovitá kresba.[2]
- Viscum album subsp. abietis (jmelí bílé jedlové) – roste pouze na jedlích . Listy jsou podlouhle obvejčité až kopinaté, nanejvýš 3x delší než široké. Bílá kresba je zřetelná jen na suchých semenech.[2]
- Viscum album subsp. coloratum – čepel listu eliptická nebo podlouhle kopinatá, plody jsou nažloutlé, načervenalé, oranžové nebo červené, 6–8 mm v průměru. Výskyt Čína, Japonsko, Tchaj-wan, Rusko a Korea.[9]
- Viscum album subsp. creticum – endemický výskyt na východní Krétě, kde parazituje na borovici kalabrijské. Plody jsou bílé, listy krátké.[20]
- Viscum album subsp. meridianum – listová čepel většinou obvejčitá, eliptická až kopinatá, plody jsou žluté, elipsoidní, 8 × 6 mm. Výskyt Čína, Bhútán, Indie, Myanmar, Sikkim a Vietnam.[10]

## Mytologie a lidová tradice

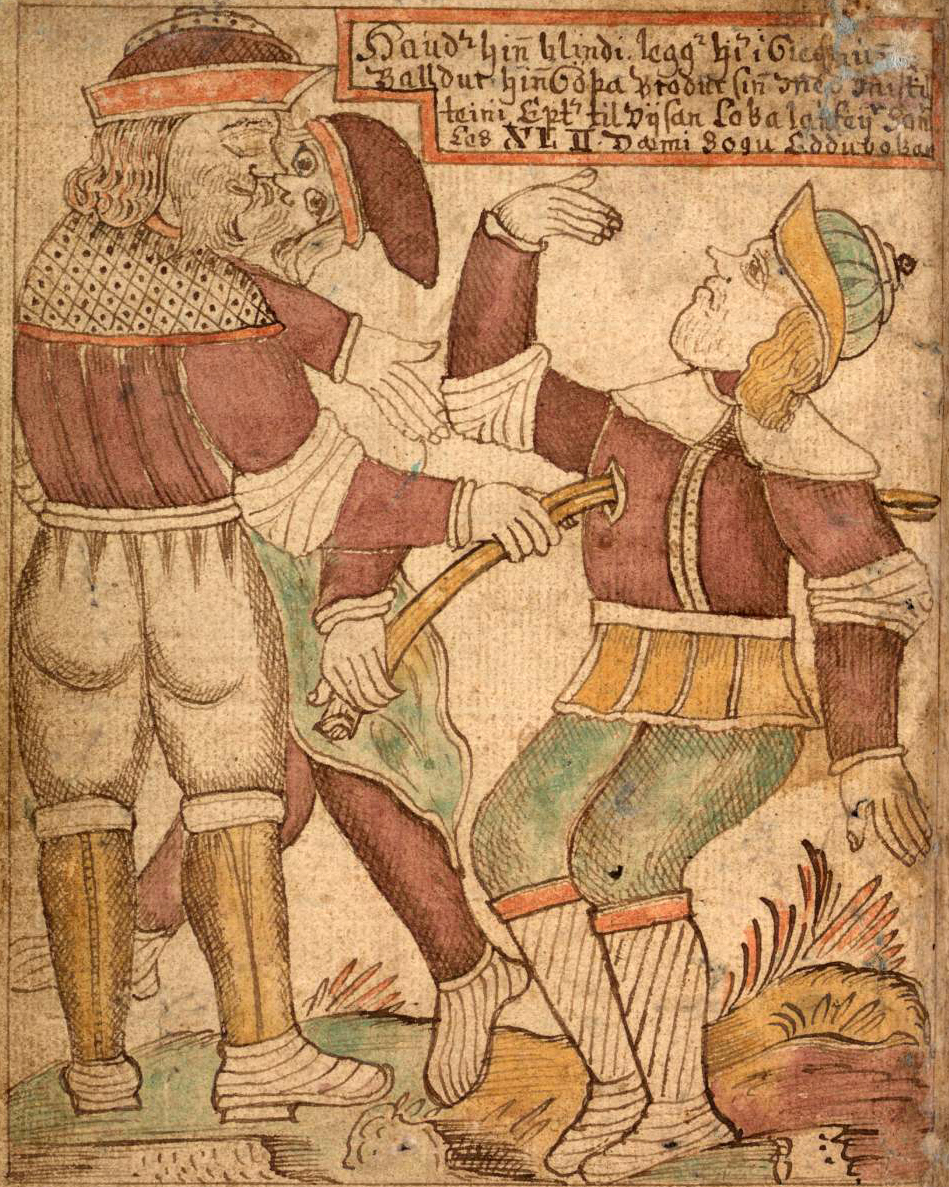
Jakob Sigurðsson: ilustrace z islandského rukopisu Stofnun Árna Magnússonar á Íslandi z 18. století. Slepý bůh Höd probodává větévkou jmelí boha Baldra

Jmelí hrálo důležitou roli v náboženské tradici u mnoha evropských národů. V předkřesťanském období lidé věřili, že ztělesňuje živoucího ducha a bylo symbolem života i ochranným talismanem. V germánské mytologii bylo spjato zejména s osobou boha jara a plodnosti Baldra. Rostlina stála za Baldrovou smrtí, neboť jeho matka, bohyně Frigg, si mimo jmelí vyžádala od všech věcí na světě slib, že jejímu synovi neublíží. Potomek obrů Loki, který neměl boha jara v oblibě, pak intrikami přiměl slepého boha Höda, aby jej větévkou jmelí usmrtil. Plinius starší ve svém díle informuje o obřadech, které praktikovali keltští druidové. Za určité fáze měsíce, oblečení ve slavnostních bílých řízách, zlatými srpy odřezávali jmelí z dubů a zachycovali je do bílých roušek. Keltové věřili, že rostlina léčí všechny nemoci a odstraňuje neplodnost jak u lidí, tak u zvířat.
| „                                               | Jmelí se v Galii vyskytuje jen vzácně; pokud je nalezeno, pak je sundáno ve veliké úctě, nejlépe šestého měsíčního dne, což je den, kterým začínají měsíce a roky a po třiceti letech vytváří nový časový úsek, den, kdy má měsíc již dostatek síly a ještě nedorostl poloviny. Galové ve svém jazyce nazývají jmelí „všelék“. Podle svých zvyklostí připravují oběť a hostinu pod stromem, na kterém jmelí našli, a přivedou dva velké býky, jejichž rohy nejprve ověnčí. Kněz oblečený do bělostného roucha vyleze na strom a zlatým nožem jmelí odřízne. Rostlina je zachycena do bílého šátku. Potom jsou obětovaná zvířata a lidé prosí božstvo, aby nechalo dar, kterým je obdarovalo, přispět k jejich štěstí. Věří, že jmelí požité s nápojem přinese plodnost každému neplodnému zvířeti a působí jako léčivý prostředek proti jakémukoliv jedu. Tak hluboká úcta tohoto národa, většinou tak nedůležitým věcem. | “ |
| — Plinius starší; Naturalis historia kniha XXIV | |   |

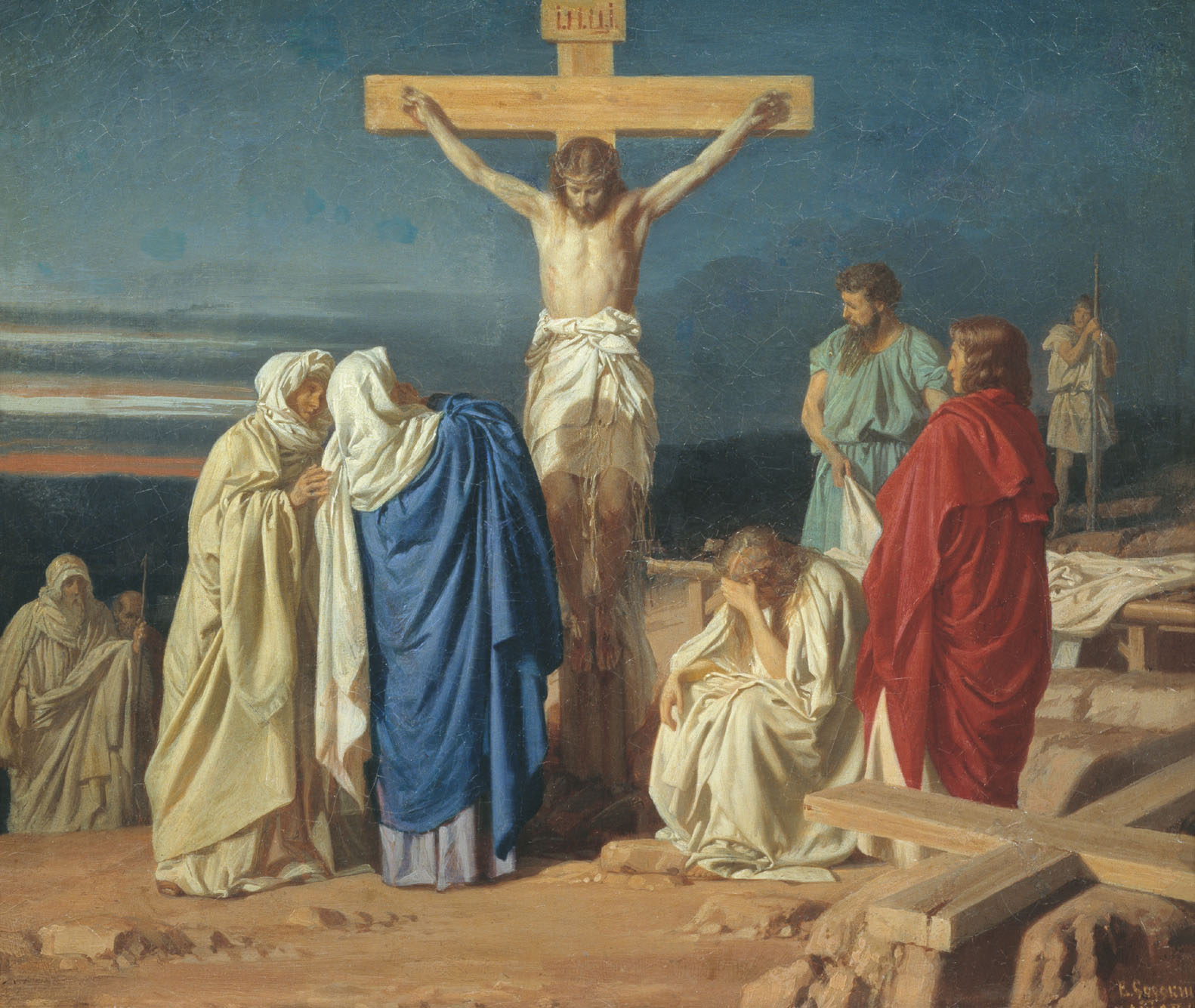
Podle raně křesťanské tradice prý pocházelo dřevo na kříž Ježíše Krista ze jmelí, jež bylo tehdy volně rostoucím, mohutným stromem

 Raní křesťané mezi sebou tradovali, že jmelí bylo dříve volně rostoucím mohutným stromem. Z jeho větve prý Josef vyřezal kolébku pro Ježíška. Později strom porazili Římané a z jeho kmene byl vyroben kříž, na němž byl Ježíš ukřižován. Potomci stromu se v dalších letech natolik styděli za události na Golgotě, že seschli do drobných keříků. Z tohoto důvodu bylo dříve jmelí nazýváno dřevo kříže (latinsky Lignum crucis). Způsob obživy keříku symbolizuje obřad přijímání Kristova těla a krve, patrně i proto se v křesťanské tradici jmelí udrželo jako celosvětový symbol vánočních svátků. Podle jedné z nejznámějších štědrovečerních zvyklostí rostlina zajistí do domu štěstí a požehnání, pokud hlava rodiny za prvního kuropění zavěsí nad štědrovečerní stůl snítku zelených, stříbrných nebo pozlacených větévek. Každému stolovníkovi pak splní přání, pokud jej zašeptá do ohně první zapálené svíčky na vánočním stromečku. Magický účinek rostliny se umocňuje, je-li snítka darována, nikoli zakoupena. Štěstí je také ovlivněno množstvím bobulek, čím víc jich snítka obsahuje, tím většího se obdarované osobě dostane. Ve středověku přinesli Angličtí žoldnéři do Německa a Švýcarska zvyk, podle nějž může muž políbit každou dívku, kterou zastihne pod zavěšeným jmelím. Po každém polibku však musí oba společně utrhnout jednu bobulku. Poslední bobulka znamená poslední polibek, aby láska z domu neodešla. Této tradice se přidrželi i majitelé nevěstinců, kteří snítku jmelí zavěšovali vedle červené lucerny jako příslib prodejné lásky.
Díky svým lepivým složkám prý jmelí umí udržet svazek mezi mužem a ženou. Kromě výše popsaných magických schopností se mu přisuzují i vlastnosti, kterými dokáže chránit proti ohni a čarodějnicím. Dále je atributem odvahy, zdraví a plodnosti. Staří Řekové jej používali jako prostředek proti uřknutí a uhranutí zlými duchy a věřili, že dokáže otevřít bránu do Hádovi říše mrtvých. V Norsku pro změnu sloužilo jako ratolest míru. V Rakousku lidé věřili, že jmelí zavěšené nad štědrovečerním stolem přinese bohatou úrodu a sedláci jej zaorávali do první brázdy. Irové si z větviček jmelí splétali náramky nebo amulety, které zastupovaly stejnou funkci jako čtyřlístek nebo podkova. Snítka zavěšená nad vchodem do irského venkovského domu zaručovala pohostinství a pozvání k jídlu. Ve francouzské části Švýcarska nosily kvůli zajištění plodnosti nevěsty na hlavě věneček z klasů ječmene, květů sporýše a větviček jmelí.

## Použití ve farmacii a léčitelství

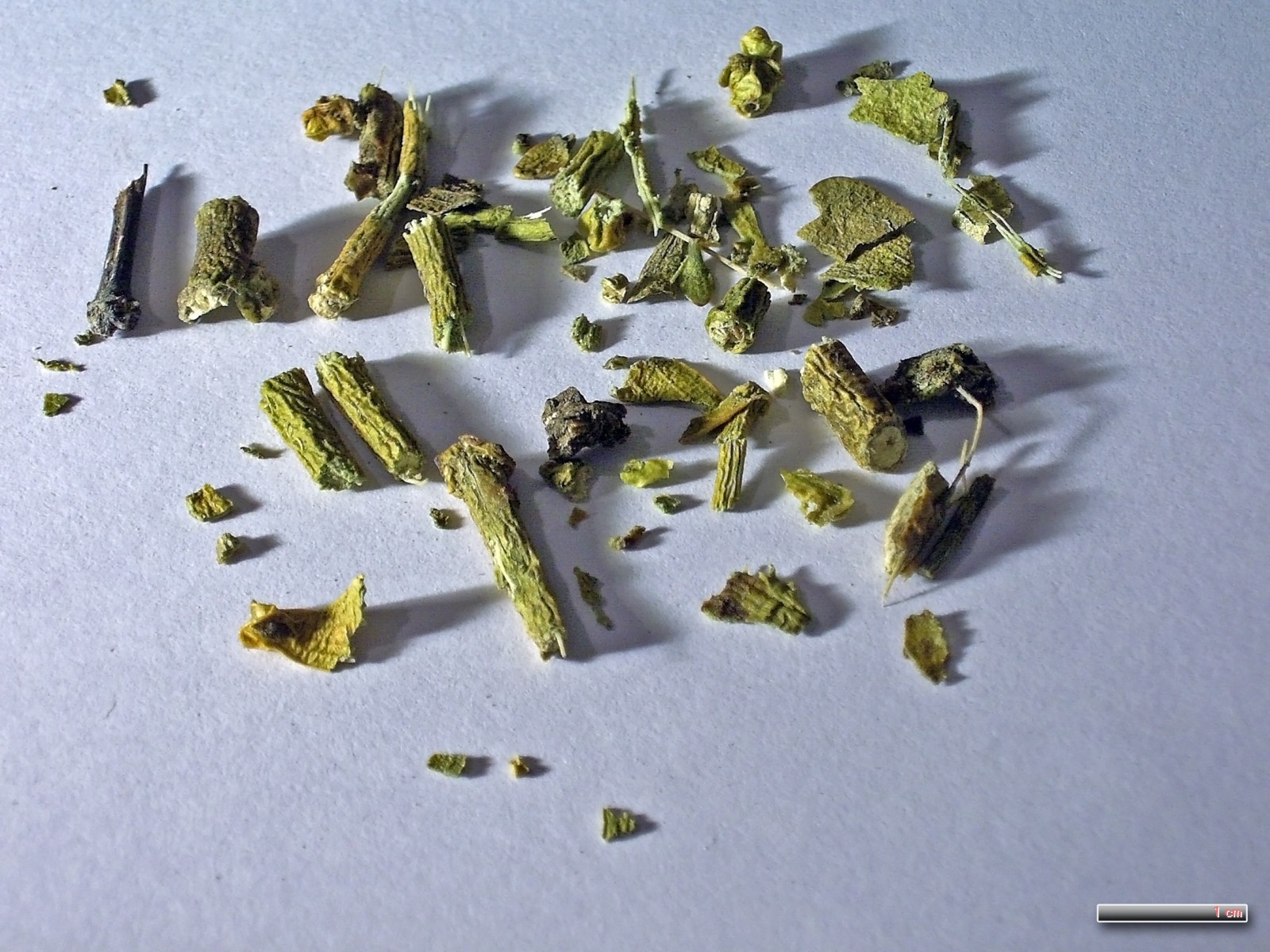
Nasušená droga (herba visci)

Léčebné účinky jmelí jsou známy již od starověku. Zakladatel lékárnické literatury Řek Dioskoridés spolu s římským lékařem Galénem jej doporučovali užívat pouze zevně a Hippokratés bylinu předepisoval na podrážděnou slezinu. Anglický botanik a bylinář Nicholas Culpeper (18. října 1616 – 10. ledna 1654) doporučoval jmelí ke zjemnění tvrdnoucí sleziny a k vyléčení starých oparů. Současně jej radil užívat při epilepsii a mrtvici.
Pro zajištění drogy ze jmelí se využívá mladých větévek s listy slabšími než 5 mm, které se sbírají zpravidla od prosince do února. Suší se ve slabých vrstvách nebo ve svazečcích zavěšených na šňůrkách při teplotě do 40 °C. Bylina schne poměrně pomalu, po usušení je žlutavě zelená, chutná slizovitě hořce a nažlukle páchne. Pro domácí účely se usušená nať uchovává vcelku nebo nařezaná, chráněná před světlem a v dobře uzavřené nádobě. Droga skladovaná déle než tři roky neobsahuje téměř žádný viskotoxin. Nejdůležitějšími látkami, jež droga (latinsky herba visci) obsahuje, je soubor toxických polypeptidů (viskotoxiny), sestavených z 46 aminokyselin (tzv. jmelové živice). Dále to jsou lektiny (lektin I, II a III), u nichž jde vesměs o glykoproteiny schopné aglutinovat, tedy reagovat, s izolovanými nádorovými buňkami. Tyto látky při injekčním podání prokazatelně zvyšují imunitní reakci těla proti některým druhům rakoviny a zpomalují růst nebo dokonce způsobují zmenšení nádoru. Ve jmelí byly též nalezeny cholinové deriváty (cholin, acetylcholin), triterpenické kyseliny a další glykosidicky vázané látky. Tyto účinné sloučeniny obsahují některé hromadně vyráběné léčivé přípravky. Často jsou používané k léčení zánětů nervů a kloubů a nezánětlivých degenerativních onemocnění kloubů (artróz). Bylina bývá součástí čajových směsí používaných při zvápenatění tepen, diuretických obtížích a vysokém krevním tlaku. Mezi další účinky jmelí patří schopnost zpomalit pulz, vyvolat děložní stahy a podpořit peristaltiku střev. Jeho podání zlepšuje i imunitní reakci u lidí postižených AIDS. Má též příznivé účinky při příznacích stáří a je schopno uklidnit srdeční činnost. V lidovém léčitelství se používá buď ve formě prášku nebo jako nálev (macerát). Nedoporučuje se připravovat odvar, neboť účinné látky se varem rozkládají. Choroby, při nichž je jmelí doporučováno, však vyžadují bezpodmínečně odborné lékařské vyšetření, a proto je použití drogy možné pouze po poradě s lékařem.

## Jedovatost
Navzdory častým tvrzením není jedovatost jmelí jednoznačně prokázaná. Jedovaté viskotoxiny a lektiny nejsou tělem přijímány z čaje nebo plodů. Požití několika bobulí většinou nemá na organismus žádný účinek, ale při vyšší dávce může dojít k dráždění střeva, bolestem břicha a k silnému průjmu, který je spojen s krví ve stolici. Nicméně existují zprávy eklektiků informující o kómatu, škubání a smrti po požití velkých dávek listí a plodů. Naproti tomu při požití maximálně dvaceti bobulí bylo nejhorší reakcí podráždění žaludku. Výjimku tvoří kojenci, u nichž může mít otrava vážnější průběh. Kvůli tyraminu, jenž je schopen vyvolat děložní stahy, by drogu z byliny neměly užívat těhotné ženy.

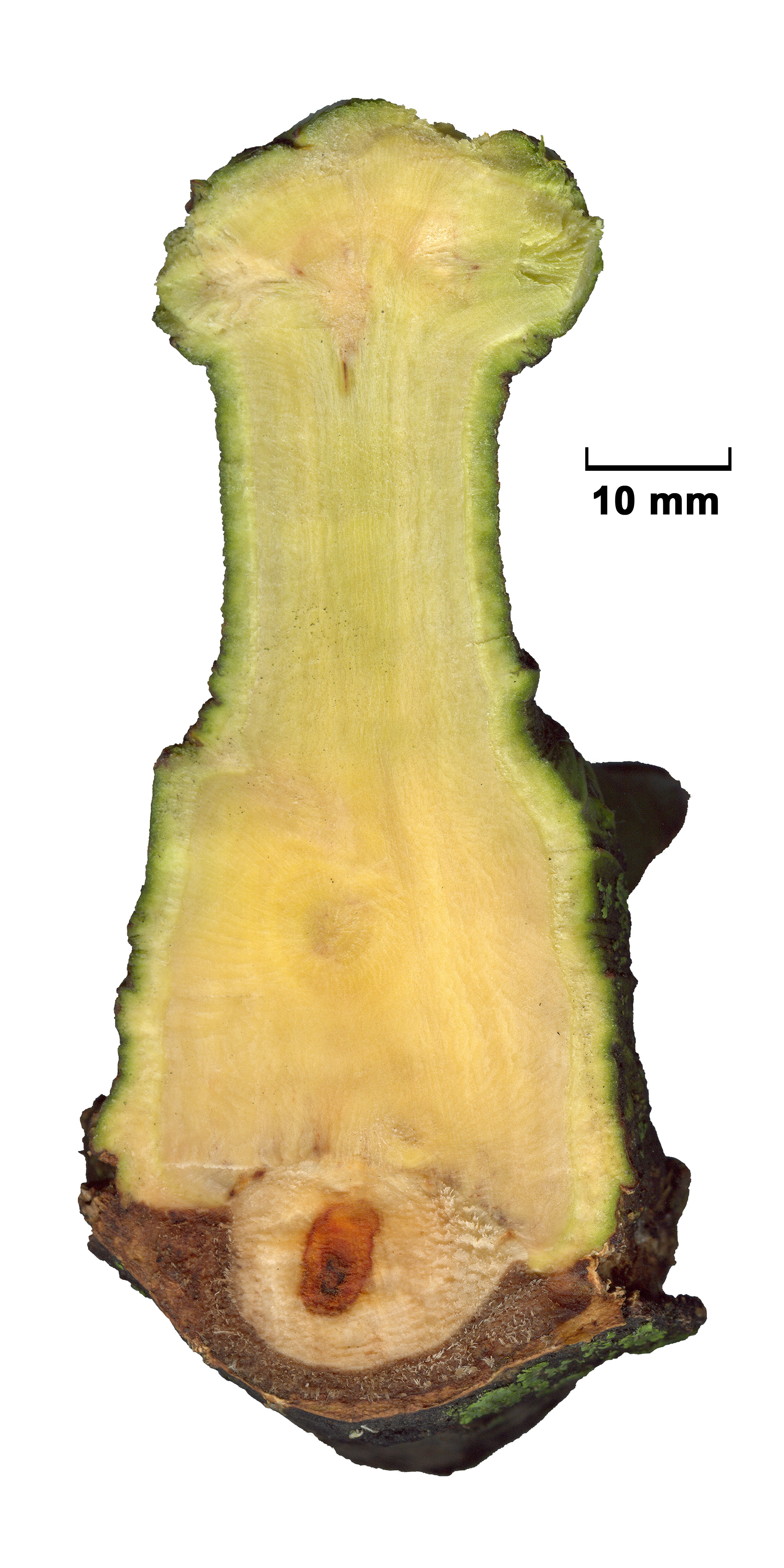
Příčný řez jmelím a větví hybridního černého topolu
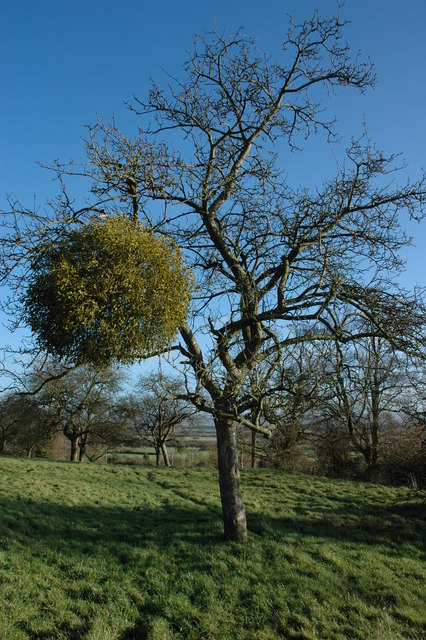
Trs jmelí na jabloni
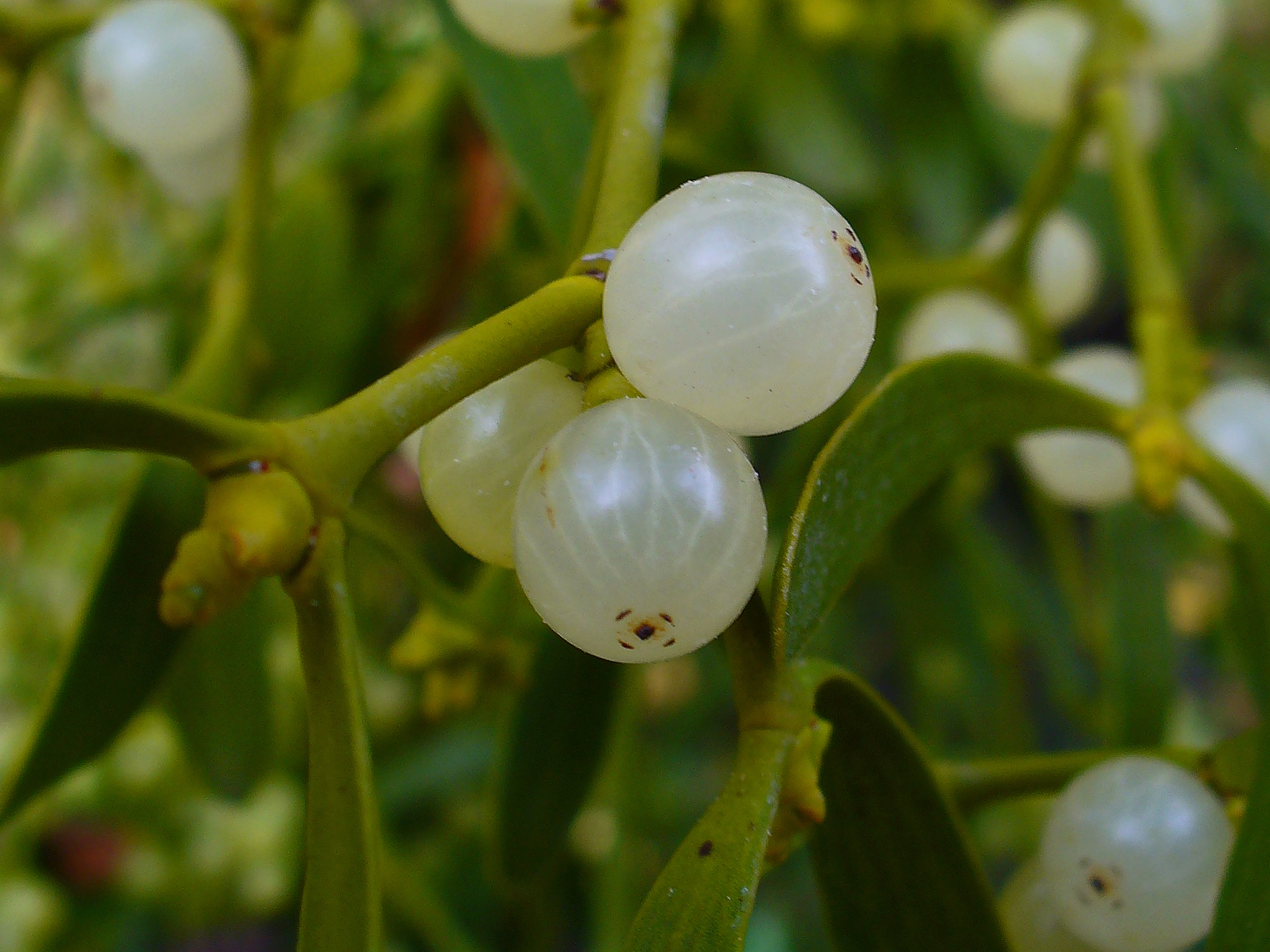
Nepravé jednosemenné bobule
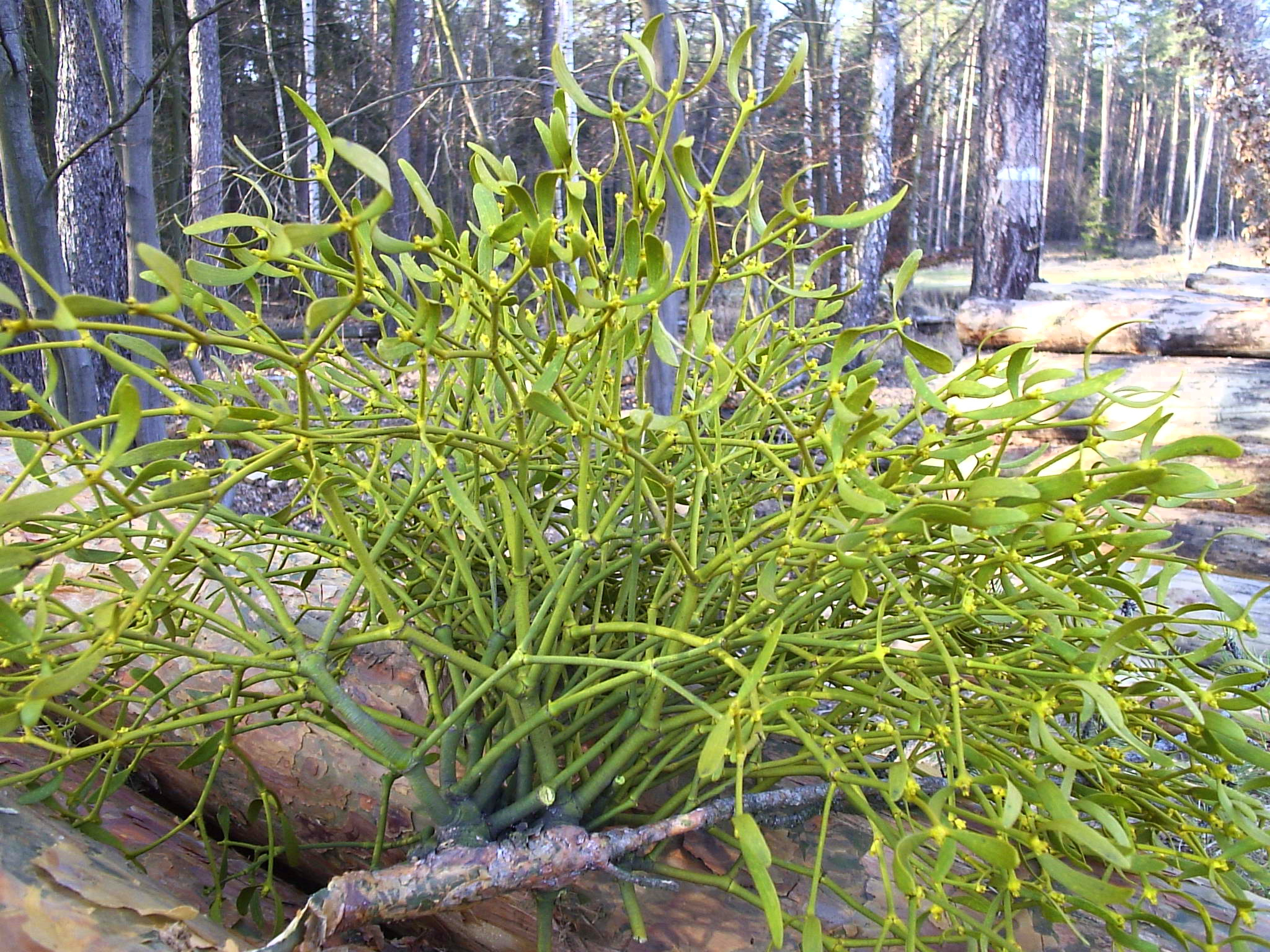
Jmelí na větvi borovice
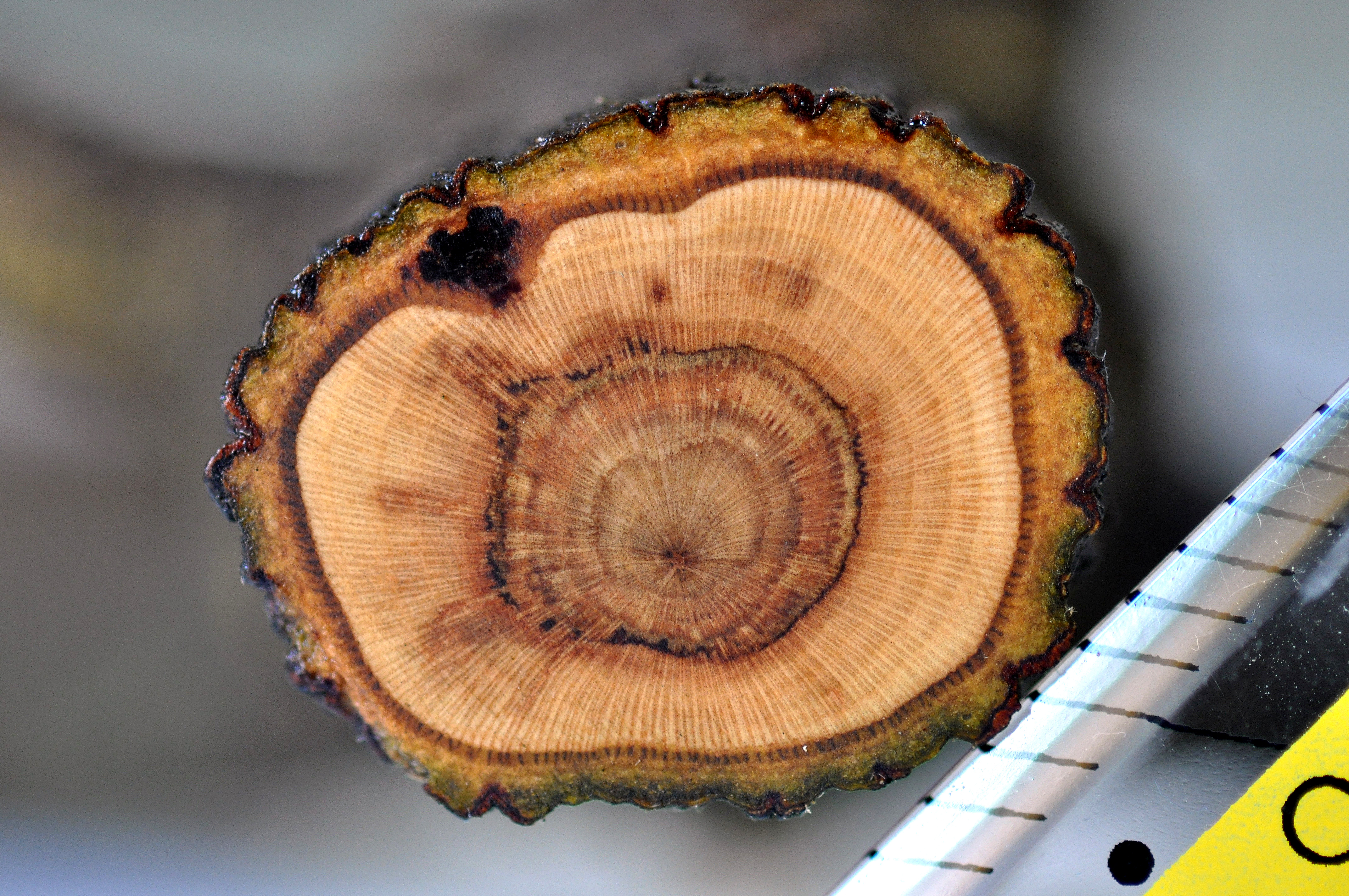
Řez kmínkem jmelí